# V335 Весов
V335 Весов (лат. V335 Librae) — одиночная переменная звезда в созвездии Весов на расстоянии (вычисленном из значения параллакса) приблизительно 4252 световых лет (около 1304 парсеков) от Солнца. Видимая звёздная величина звезды — от +12m до +11m.

## Характеристики
V335 Весов — красная пульсирующая полуправильная переменная звезда типа SRB (SRB) спектрального класса M6.